# Echinopsis adolfofriedrichii
Echinopsis adolfofriedrichii ist eine Pflanzenart aus der Gattung Echinopsis in der Familie der Kakteengewächse (Cactaceae). Das Artepitheton adolfofriedrichii ehrt den österreichischen Fotografen und Kakteensammler Adolfo Maria Friedrich (1897–1987), der 1925 nach Brasilien emigrierte und sich 1930 in Paraguay niederließ.

## Beschreibung
Echinopsis adolfofriedrichii wächst einzeln und sprosst nur selten. Die niedergedrückt kugelförmigen bis kugelförmigen, trüb dunkelgrünen Triebe erreichen Wuchshöhen von 7 bis 15 Zentimeter und Durchmesser von 10 bis 10 Zentimeter. Es sind 11 bis 13 scharfkantige, hohe Rippen vorhanden. Die darauf befindlichen weißen bis grauen Areolen stehen 1,5 bis 2 Zentimeter voneinander entfernt. Aus ihnen entspringen honigfarbene bis graue Dornen, die braun gespitzt sind. Es werden ein bis zwei Mitteldornen sowie vier bis sieben Randdornen ausgebildet. 
Die trichterig-röhrenförmigen weißen Blüten duften und öffnen sich in der Nacht. Sie werden 18 bis 20 Zentimeter lang und weisen Durchmesser von 10 bis 13 Zentimeter auf. Die kugelförmigen Früchte sind schwärzlich grün bis bräunlich und stark behaart. Sie weisen eine Länge von bis zu 3 Zentimeter und einen Durchmesser von 2,5 Zentimeter auf.

## Verbreitung und Systematik
Echinopsis adolfofriedrichii ist im Südosten Paraguays verbreitet.
Die Erstbeschreibung durch Günther Moser wurde 1982 veröffentlicht. Echinopsis adolfofriedrichii ist eng mit Echinopsis oxygona verwandt.

## Nachweise